# 孟宇宏
孟宇宏（1973年12月—），女，中华人民共和国外交官，现任中华人民共和国驻巴塞罗那总领事。

## 生平
1995年，孟宇宏毕业于北京第二外国语学院，进入中华人民共和国外交部工作，长期在外交部领事司任职，曾外派驻温哥华总领事馆、驻开普敦总领事馆和外交部驻港公署常驻。2014年，任中国驻贝尔法斯特总领事馆副总领事。2017年，任外交部领事司参赞、司领导。2021年，升任外交部领事司副司长。2024年10月，出任中华人民共和国驻巴塞罗那总领事。